# Coupé 2+2

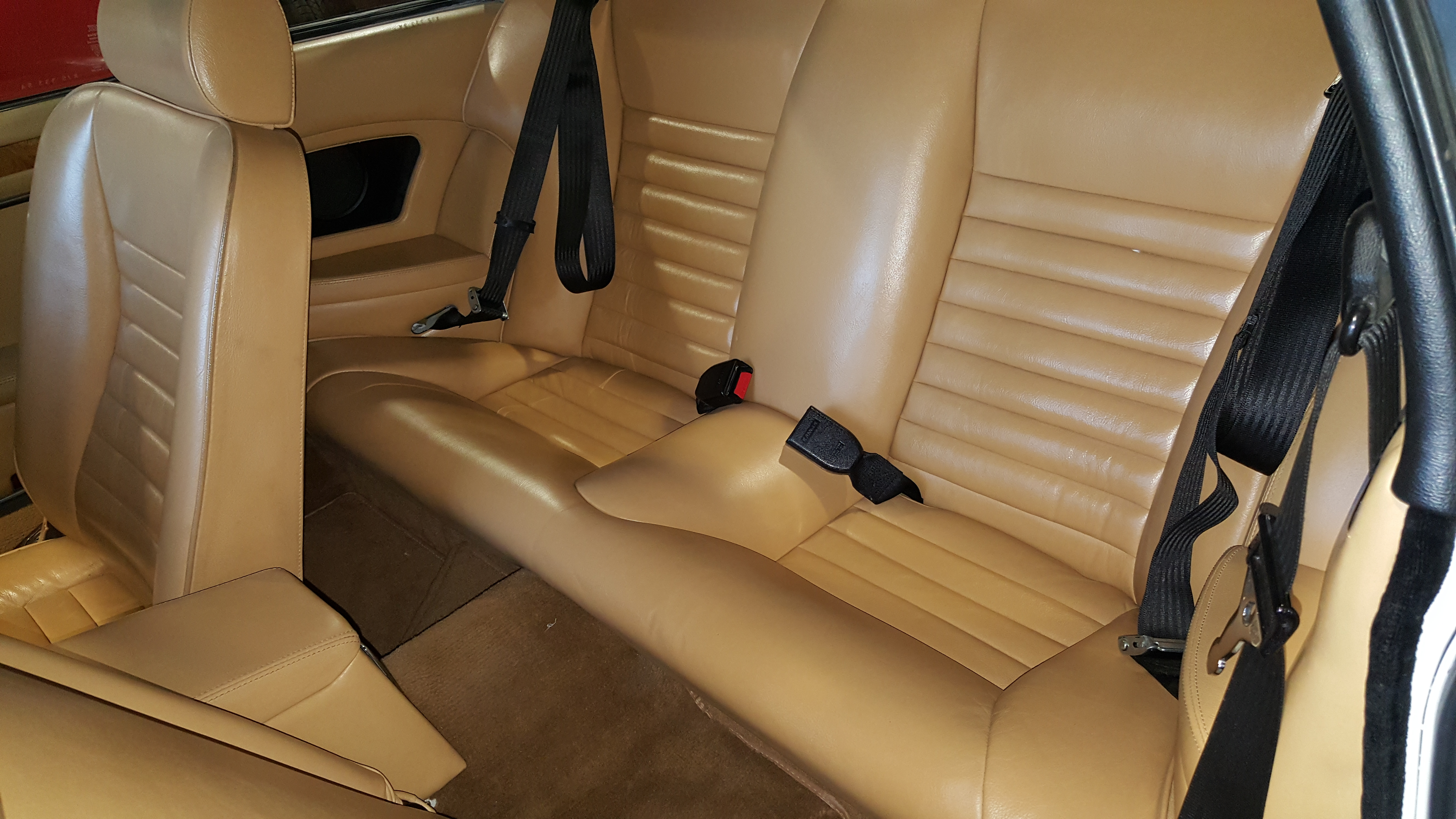
Sièges arrière d'une Jaguar XJ-S HE coupé 2+2 de 1982.

En automobile, un coupé 2+2 est un véhicule doté d'une carrosserie de coupé et disposant de deux sièges pour le conducteur et le passager avant, ainsi que de deux petits sièges d'appoint passagers à l'arrière.

## Description
Un coupé 2+2 dispose de deux sièges arrière et non de trois comme dans des configurations plus classiques. Ce choix peut s'expliquer par la sportivité propre à ce genre de véhicule (faible hauteur, chute de pavillon, larges passages de roues, tunnel de transmission imposant (notamment dans le cas de propulsion à moteur avant), etc. Ce dernier point étant sans doute celui qui conditionne le plus la suppression d'une troisième place. Cependant, une propulsion à moteur arrière comme la Porsche 911, qui de fait ne dispose pas d'un tunnel de transmission, dispose de larges passages de roues réduisant l'espace à deux passagers.
L'espace à l'arrière est également restreint en ce qui concerne l'espace aux jambes, ceci étant notamment dû au dessin de ces véhicules : chute de pavillon prononcée et important capot moteur, sans compter, dans le cas des modèles cabriolet, compte tenu de l'espace nécessaire pour loger le toit quand celui-ci est ouvert.
De nombreux véhicules sont susceptibles d'entrer dans la définition du coupé 2+2, celle-ci n'ayant rien d'officielle. Cependant, la majorité de ces véhicules dispose : 
- uniquement de deux places pour les passagers arrière et non trois ;
- d'un espace réduit pour accueillir les passagers arrière ;
- d'une image sportive ;
- d'une carrosserie coupé et notamment deux portes.

Certains modèles ont pu être spécifiquement commercialisés sous l'appellation de coupé 2+2 afin de les différencier des versions disposant de seulement deux sièges avant, tels les Jaguar type-E, Lotus Elan, Nissan 300ZX ou Ford Mustang.

## Variantes
La TVR Cerbera a pu être présentée comme un coupé 3+1 : le passager assis à l'avant est légèrement avancé par rapport au conducteur pour laisser plus de place au passager immédiatement à l'arrière, et la voiture dispose de portes particulièrement grandes pour faciliter l'accès aux places arrière.
La Mazda RX-8 dispose de deux petites portes antagonistes (ou portes suicide) à l'arrière afin de rendre l'accès aux places arrière plus facile. Dans ce cas, l'appellation coupé 2+2 s'applique toujours, non en raison de ces deux portes supplémentaires, mais en raison de l'habitabilité intérieure de la voiture.
La Ford Mustang Fastback a été commercialisée entre 1965 et 1966 comme Mustang 2+2. Elle était en effet équipée d'une banquette arrière rabattable. L'appellation 2+2 était même spécifiquement reproduite sur le véhicule. 

## Exemples de coupés 2+2
- Alfa Romeo Brera
- Aston Martin DB9
- Audi TT
- Bentley Continental GT
- BMW Série 6
- Ferrari FF
- Ford Mustang
- Jaguar Type E
- Lotus Elan
- Maserati GranTurismo
- Mazda RX-8
- Mercedes-AMG GT II
- Porsche 911